# Pluhův Žďár
Pluhův Žďár is een  gemeente in Tsjechië en dorp in district Jindřichův Hradec in Zuid-Bohemen in de Tsjechische Republiek. Het heeft ongeveer 600 inwoners. De gemeente staat bekend om het Červená Lhota-kasteel.

## Ligging en toebehoren
De dorpen Červená Lhota, Jižná, Klenov, Mostečný, Plasná, Pohoří en Samosoly vallen bestuurlijk onder de gemeente. Pluhův Žďár ligt ongeveer elf kilometer ten noordwesten van Jindřichův Hradec en veertig kilometer ten noordoosten van České Budějovice. Het noordelijke deel van de gemeente met het dorp Pluhův Žďár ligt in de Křemešník Hooglanden. Het zuidelijke deel ligt in het Třeboň-bekken. Het hoogste punt ligt op 608 meter boven zeeniveau. Het gebied is rijk aan kleine visvijvers.

## Geschiedenis
De eerste schriftelijke vermelding van Pluhův Žďár dateert uit 1267, toen een fort werd gedocumenteerd dat eigendom was van Pluh van Rabštejn. Tot de 15e eeuw waren het fort en het dorp eigendom van de familie Pluh van Žďár, waarnaar het dorp werd vernoemd.
Báňovice ·
Bednárec ·
Bednáreček ·
Blažejov ·
Bořetín ·
Březina ·
Budeč ·
Budíškovice ·
Cep ·
Cizkrajov ·
Červený Hrádek ·
České Velenice ·
Český Rudolec ·
Číměř ·
Člunek ·
Dačice ·
Dešná ·
Deštná ·
Dívčí Kopy ·
Dobrohošť ·
Dolní Pěna ·
Dolní Žďár ·
Domanín ·
Doňov ·
Drunče ·
Dunajovice ·
Dvory nad Lužnicí ·
Frahelž ·
Hadravova Rosička ·
Halámky ·
Hamr ·
Hatín ·
Heřmaneč ·
Horní Meziříčko ·
Horní Němčice ·
Horní Pěna ·
Horní Radouň ·
Horní Skrýchov ·
Horní Slatina ·
Hospříz ·
Hrachoviště ·
Hříšice ·
Chlum u Třeboně ·
Jarošov nad Nežárkou ·
Jilem ·
Jindřichův Hradec ·
Kačlehy ·
Kamenný Malíkov ·
Kardašova Řečice ·
Klec ·
Kostelní Radouň ·
Kostelní Vydří ·
Kunžak ·
Lásenice ·
Lodhéřov ·
Lomnice nad Lužnicí ·
Lužnice ·
Majdalena ·
Nová Bystřice ·
Nová Olešná ·
Nová Včelnice ·
Nová Ves nad Lužnicí ·
Novosedly nad Nežárkou ·
Okrouhlá Radouň ·
Peč ·
Písečné ·
Pístina ·
Plavsko ·
Pleše ·
Pluhův Žďár ·
Polště ·
Ponědraž ·
Ponědrážka ·
Popelín ·
Příbraz ·
Rapšach ·
Ratiboř ·
Rodvínov ·
Roseč ·
Rosička ·
Slavonice ·
Smržov ·
Staňkov ·
Staré Hobzí ·
Staré Město pod Landštejnem ·
Stráž nad Nežárkou ·
Strmilov ·
Stříbřec ·
Střížovice ·
Studená ·
Suchdol nad Lužnicí ·
Světce ·
Třebětice ·
Třeboň ·
Újezdec ·
Velký Ratmírov ·
Vícemil ·
Višňová ·
Vlčetínec ·
Volfířov ·
Vydří ·
Záblatí ·
Záhoří ·
Zahrádky ·
Žďár ·
Županovice